# Кизилкая (Кавказ, двохтисячник)
Кизилкая́ (рос. Кызылкая) — гірська вершина у східній частині Великого Кавказу. Знаходиться на кордоні Росії (Дагестан) та Азербайджану.